# C. Wilhelm Kayser, Ahlemeyer & Co
Die C. Wilhelm Kayser, Ahlemeyer & Co. war ein deutsches Unternehmen in Berlin-Moabit, das als Metallhüttenwerk zur Verhüttung von Gold-, Silber- und Bleirückständen von C. Wilhelm Kayser 1861 gegründet wurde. Es wurde 1911 unter der Firma Hüttenwerke C. Wilh. Kayser & Co. in die Hüttenwerke Kayser AG umgewandelt.

## Geschichte

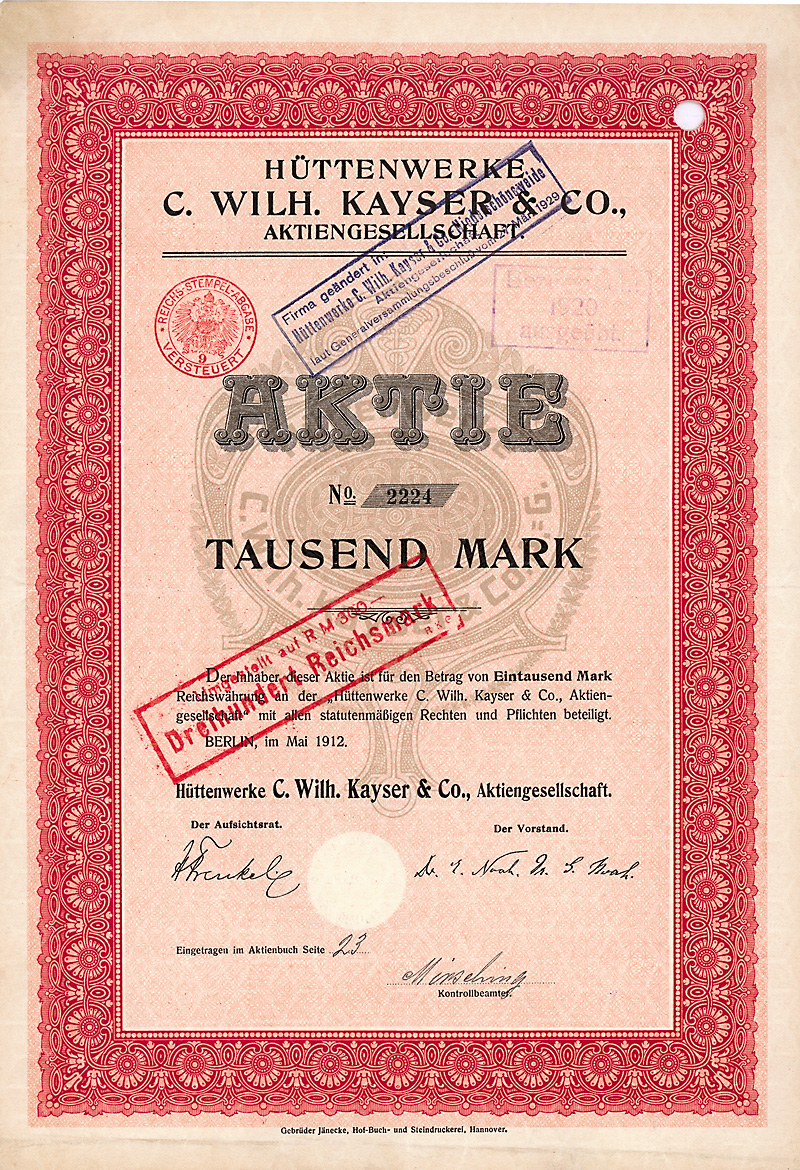
Aktie über 1000 Mark der Hüttenwerke C. Wilh. Kayer & Co. AG vom Mai 1912

1906 wurde als Zweigwerk eine Kupfer-, Blei- und Zinnhütte in Oranienburg errichtet. Eine Spezialisierung auf die Erzeugung von Kupfer aus kupferhaltigen Sekundärrohstoffen führte 1913 zum Bau eines weiteren Hüttenwerks in Lünen in Westfalen, das 1916 in Betrieb ging. 1929 fusionierte das Unternehmen mit der Hüttenwerk Niederschöneweide AG zur Hüttenwerke C. W. Kayser & Co. – Niederschöneweide AG und bildete eines der führenden Unternehmen zur Verhüttung von kupferhaltigem Altmaterial. 1941/1942 übernahm das Lübecker Handelsunternehmen L. Possehl & Co. die Aktienmehrheit.
Nach dem Krieg verblieb durch die Enteignung der Werke Oranienburg und Niederschöneweide sowie eines Aluminiumschmelzbetriebs in Schönebeck (Elbe) nur noch der Standort in Lünen (51° 36′ 24,1″ N, 7° 30′ 21″ O). Im Jahr 1955 wurde der Sitz der Gesellschaft nach Lünen verlegt, die Hütte wurde modernisiert und zur größten Kupferrecyclinghütte Europas ausgebaut. Die von dem inzwischen als Hüttenwerke Kayser AG firmierenden Unternehmen produzierten elektrolytisch gewonnenen Kupferkathoden weisen einen Reinheitsgrad von mehr als 99,9 % auf. Im Jahr 1999 wurde erstmals eine Produktionsmenge von 180.000 t Elektrolytkupfer-Kathoden im Jahr erreicht, was einem Anteil an der deutschen Produktion von raffiniertem Kupfer von mehr als 25 % entspricht.
Zum 1. Januar 2000 übernahm die Norddeutsche Affinerie das Aktienpaket von L. Possehl & Co., die dafür 10 % der Aktien der Norddeutschen Affinerie erhielt. Bis Anfang 2004 wurden auch die restlichen Minderheitsaktionäre per Squeeze-out ausgeschlossen. Die Norddeutsche Affinerie firmiert inzwischen als Aurubis.